# دوین‌تپه
دوین تپه مربوط به هزاره اول قبل از میلاد است و در شیروان، ۱۸ کیلومتر جنوب شرقی شهر شیروان روستای دوین واقع شده و این اثر در تاریخ ۲۳ فروردین ۱۳۴۶ با شمارهٔ ثبت ۶۹۷ به‌عنوان یکی از آثار ملی ایران به ثبت رسیده‌است.